# Funny Games (film 1997)
Funny Games è un film austriaco del 1997 scritto e diretto da Michael Haneke.
Il film è stato presentato in concorso al 50º Festival di Cannes, senza ottenere riconoscimenti.
Nel 2007 lo stesso Haneke ha realizzato negli Stati Uniti un remake del film, intitolato nuovamente Funny Games che vede come interpreti Naomi Watts, Tim Roth e Michael Pitt.

## Trama
Anna, Georg e il piccolo Schorschi vanno nella loro seconda casa, dove passeranno le vacanze estive. I vicini di casa, Fred e Gerda, sono già arrivati e si organizzano per il giorno dopo per una partita di golf, anche se sembrano stranamente silenziosi quando incontrano Anna e Georg, in compagnia di due ragazzi. Mentre suo marito e suo figlio sono al lago per sistemare la barca a vela messa recentemente a nuovo, Anna inizia a preparare la cena.
All'improvviso si ritrova faccia a faccia con Peter, uno dei due ragazzi visti insieme agli amici, gentile e imbranato, venuto a chiedere delle uova. Poco dopo arriva anche Paul, amico di Peter e, come lui, ospite dei loro vicini. Inizialmente cortesi e garbati, i ragazzi iniziano a diventare insistenti e molesti, tanto da indurre Anna a chiedere loro di andarsene; i due si rifiutano, feriscono Georg a una gamba e prendono in ostaggio la famiglia, che torturano con meschini e umilianti giochetti, raggiungendo sempre più alti livelli di crudeltà.
Dopo aver ucciso il bambino, i criminali decidono di andarsene, lasciando i coniugi legati e in preda al dolore: Anna esce in cerca di aiuto, lasciando in casa Georg, il quale tenta di far funzionare il telefono portatile, che Peter aveva messo fuori uso. Anna viene però catturata dai due, che ritornano nella casa e proseguono con le torture: tentano di far pronunciare ad Anna una preghiera al contrario se vuole salvare il marito, le chiedono di decidere quando e come lei e il coniuge dovranno morire. Improvvisamente Anna prende il fucile e spara a Peter. Paul cerca affannosamente il telecomando e, premendo un pulsante con un surreale effetto rewind, fa tornare il tempo indietro fino a poco prima che Anna prendesse il fucile, per impedirle di uccidere Peter. Alla fine i due ammazzano Georg con un colpo di fucile e la mattina dopo portano Anna in barca, facendola annegare.
Poi Paul bussa alla porta di una casa nelle vicinanze e dice alla proprietaria di essere stato mandato da Anna a chiedere loro delle uova: il gioco quindi può ricominciare.

## Analisi dell'opera
Secondo quanto affermato da vari filosofi e critici, nonché dallo stesso regista, il film è una condanna allo spettatore che guarda immagini di violenza o casi di cronaca nera alla stregua di mero intrattenimento. Secondo Fabrizio Fogliato, critico e docente, a tale scopo risultano particolarmente emblematiche le scene in cui il personaggio di Paul si rivolge direttamente alla telecamera, parlando con lo spettatore e coinvolgendolo come se fosse parte del gioco, un po' vittima e un po' torturatore.
Un'altra scena significativa è quella del telecomando: quando muore Peter, il pubblico ne gode, assumendo a sua volta un atteggiamento sadico, ma nel momento immediatamente successivo Paul riavvolge il tempo con l'ausilio di un telecomando, rappresentando in maniera piuttosto chiara la metafora di violenza, intrattenimento e mass media che sta di base all'opera. Il regista afferma che il film vuole inoltre sovvertire il classico rapporto fra opera e spettatore, e la scena del telecomando, con il suo essere priva di un senso logico all'interno di una classica storia di questo tipo, risulta fondamentale in questo senso.
Un altro tema importante è del resto proprio il completo rifiuto delle classiche dinamiche tipiche dei film slasher e degli home invasion, sottogeneri del cinema horror a cui fa riferimento la trama del film. Generalmente il pubblico è infatti abituato che almeno uno dei "buoni" in un'opera del genere sopravviva, mentre in questo film tutte le vittime muoiono. È anche importante sottolineare che quasi mai le scene di violenza vengono mostrate in modo esplicito, e nel contempo l'opera si sofferma molto sulle loro conseguenze psicologiche: si tratta di una scelta atipica, che ha pochi eguali nella cinematografia internazionale. Di contro, lo svolgimento del film si sviluppa in maniera tale da spingere lo spettatore a considerare l'esito scontato e a chiedersi se è il caso o meno di proseguire la visione: Fogliato sottolinea che anche per questo il film può essere compreso appieno solo da un pubblico maturo ed esperto, e che gran parte dei temi trattati possono invece sfuggire ad uno spettatore meno attento.

## Produzione
Il regista ha dichiarato che la sua volontà iniziale era quella di fare il film in USA, ma per comodità finì col girarlo in Austria. Anche per questo motivo, 10 anni dopo Haneke ne ha girato un remake shot-for-shot con cast e ambientazione statunitensi.

## Accoglienza
Il film ha ricevuto recensioni prevalentemente positive. Su Rotten Tomatoes ha avuto un gradimento del 69% basato 35 recensioni, con un voto complessivo di 6,95 su 10.  Su Metacritic ha ricevuto una valutazione di 69 su 100 sulla base di 10 recensioni. Per il pubblico generico il film risulta tuttavia più difficile da reggere: basti pensare che quando fu presentato al Festival di Cannes del 1997 oltre 2/3 degli spettatori uscirono dalla sala prima di averne completato la visione.

## Influenze televisive
- In una puntata di Criminal Minds (Children of the Dark, stagione 3 episodio 4) i profiler dell'F.B.I. sono impegnati contro due serial killer provenienti da famiglie benestanti. Sembra che adottino lo stesso modus operandi del malefico duo di Funny Games, con un rimando esplicito al film di Haneke come la scena in cui uno dei ragazzi ferisce il capo famiglia azzoppandolo con una mazza da golf.